# 利薩尼夫齊
49°31′33″N 27°27′32″E / 49.52583°N 27.45889°E
利薩尼夫齊（烏克蘭語：Лисанівці）是位於烏克蘭西部的村莊，由赫梅利尼茨基州裡赫梅利尼茨基區的舊西尼亞瓦市鎮負責管轄。該村始建於1831年，面積3.41平方公里，海拔高度320米，2001年人口534。